# Geert Grote
Geert Grote of Gerardus Magnus (Deventer, oktober 1340 – aldaar, 20 augustus 1384) was een theoloog, schrijver, gedreven kloosterhervormer en boeteprediker binnen de Katholieke Kerk. Hij preekte in de landstaal, stelde misstanden aan de kaak en streefde naar eenvoud. Via het onderwijs en het vertalen en verspreiden van zijn boeken werden de humanistische ideeën van Geert Grote tijdens de middeleeuwen snel door heel Europa uitgedragen.

## Levensloop

### Jonge jaren en studie
Geert Grote werd geboren als Gheryt/Gherijt die Grote, zoon van Werner die Grote, niet ver van de Deventer Brink waar gedurende de vele jaarmarkten die in deze Hanzestad werden gehouden veel bedrijvigheid heerste. In 1348 werd zijn vader burgemeester. Op tienjarige leeftijd verloor Geert zijn beide ouders aan de Zwarte Dood, waarna hij verder werd opgevoed door zijn oom, Jan van Ockenbroeck. Aan de kapittelschool in Deventer voltooide hij zijn basisvorming. 
In 1355 ging Grote naar Parijs, waar hij aan de Sorbonne studeerde bij een leerling van Willem van Ockham. Na magister artium te zijn geworden, studeerde hij van 1358 tot 1362 verder in Keulen en Praag. Hij verdiepte zich in de artes liberales, natuurwetenschappen, ethiek en civiel recht. Hij leidde het leven van een ambitieus en welgesteld student, dat laatste vermoedelijk dankzij de erfenis van zijn vader, hoewel hij ook inkomsten verwierf door les te geven. In 1362 keerde hij terug naar Parijs, waar hij zich richtte op de studie in theologie en kerkelijk recht. In 1366 verbleef hij als afgevaardigde in Avignon, waar paus Urbanus V zich ophield en vervolgens terugtrok naar Rome. Van 1368 tot 1374 was hij kanunnik van het kapittel van de Dom van Aken en van 1371 tot 1374 ook van de Dom van Utrecht.

### Bekering
Biograaf Rudolf Dier van Muiden beschrijft dat Grote, op bezoek bij zijn familie in Deventer in 1372, een ernstige ziekte opliep. De dienstdoende priester weigerde hem de biecht af te nemen, absolutie te verlenen of het heilige oliesel toe te dienen. De dienaar des geloofs wilde dat alleen doen op voorwaarde dat Grote op de Brink openlijk zijn boeken over vermeende zwarte kunst zou verbranden. Grote, die in de voorafgaande tijd diverse boeken over onder meer natuurwetenschappen had verzameld, weigerde eerst, maar voldeed uiteindelijk aan deze eis. Hierop ontving hij de sacramenten en genas van zijn ziekte.
Thomas a Kempis, die de biografie Vita Gerardi Magni (Het Leven van Geert Grote) schreef, noemt deze ziekte niet, maar beschrijft wel dat Grote omstreeks deze tijd een meer ascetisch leven begon te leiden. A Kempis schrijft, mogelijk iets aangedikt, dat de voorheen keurig geklede Grote in Aken opzien baarde door rond te lopen in sober grijs linnen en zich van rijkelijke maaltijden te onthouden. 
Grote had in 1374 in Utrecht een ontmoeting met zijn oud-studiegenoot in Parijs, Hendrik van Egher van Kalkar (1328-1408), die van 1368 tot 1373 prior in het Kartuizerklooster Monnikhuizen was geweest. Deze ontmoeting wordt ook als aanleiding tot de bekering van Grote aangehaald.
Grote zegde zijn prebende in Utrecht op. Hij had allereerst bezwaar tegen de verdiensten uit dubbele prebenden, en stopte niet veel later ook de prebende in Aken. Zijn precieze beweegreden is niet duidelijk, maar waar een prebende normaliter werd doorgegeven, droeg hij deze uit principe niet over, ondanks dat er uit zijn omgeving om gevraagd werd. Hij reisde naar het klooster Monnikhuizen, waar hij zich inschreef als betalend gast. Hij verbleef hier vermoedelijk van 1374 tot 1378.

### Moderne Devotie

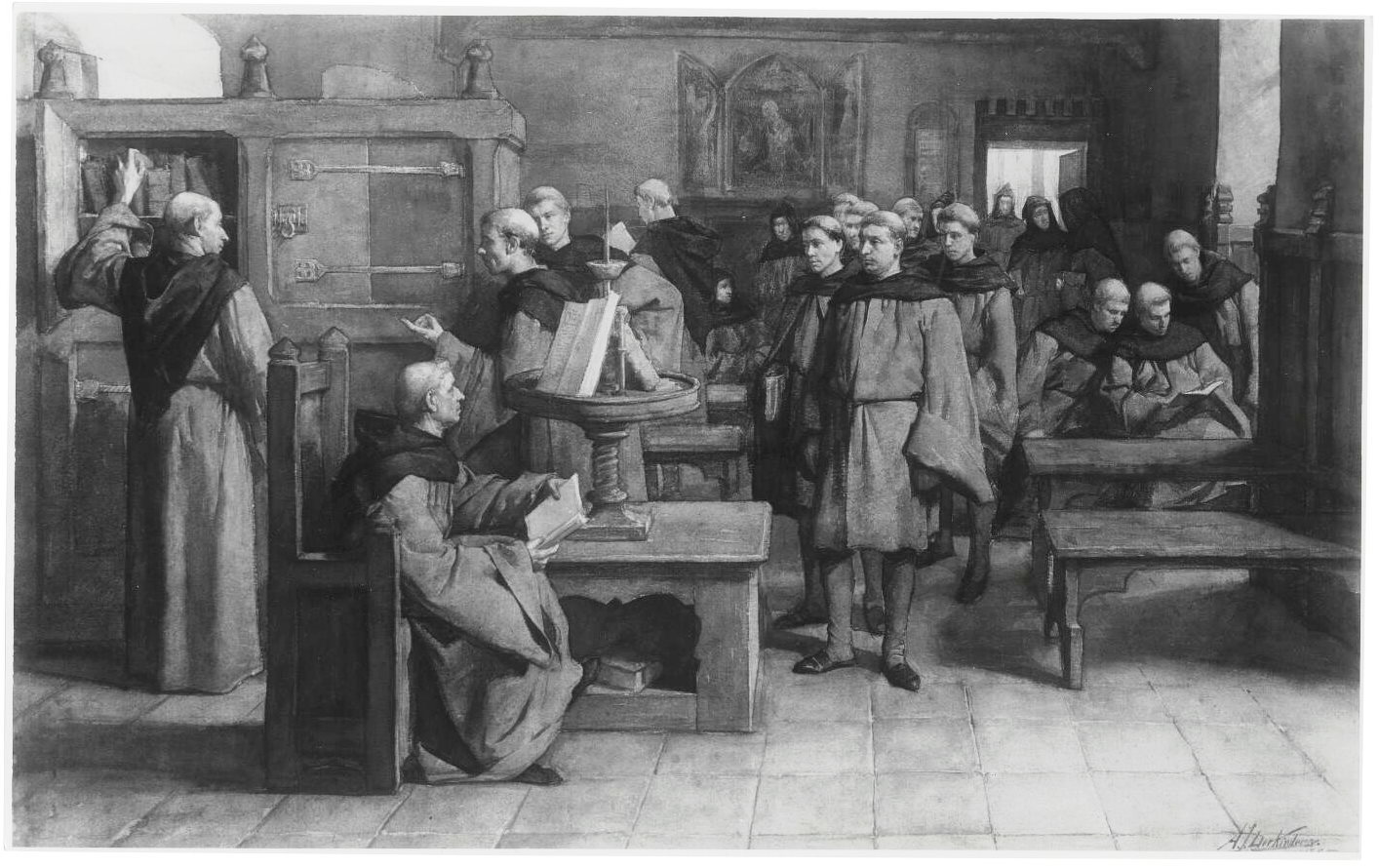
Geromantiseerde weergave van Geert Grote met zijn volgelingen (aquarel 1885, Antoon Derkinderen)

Grote werd in 1379 in Utrecht tot diaken gewijd en fulmineerde vanaf dat moment met steun van de bisschop in vele Noord-Nederlandse steden tegen het concubinaat, geestelijken die met vrouwen samenwoonden en kloosterlingen met persoonlijke rijkdommen.
Grote verzamelde een groep volgelingen om zich heen, de moderne devoten, een religieuze beweging die het eigen geweten belangrijker achtte dan de kerk. Hieruit ontstonden de Zusters- en Broeders des Gemenen Levens en de Congregatie van Windesheim. De bisschop van Utrecht kon hun strikte opvattingen niet waarderen en vaardigde voor diakenen in het bisdom Utrecht een preekverbod uit. Door persoonlijke contacten wist Geert Grote toch vele zielen te winnen. Hoewel Grote door vele pastoors en paters bewonderd werd, wordt hij vanwege zijn fundamentalistische opstelling en de Utrechtse tegenwerking soms vergeleken met de latere dominicaanse boeteprediker en priester Girolamo Savonarola. Op de Synode van Campen in 1383 werd het preken hem onmogelijk gemaakt.
Hij stierf op 43-jarige leeftijd, na een bezoek aan een besmette vriend, aan de pest. Grote werd als voorman van de devoten opgevolgd door Florens Radewijns.

## Nalatenschap

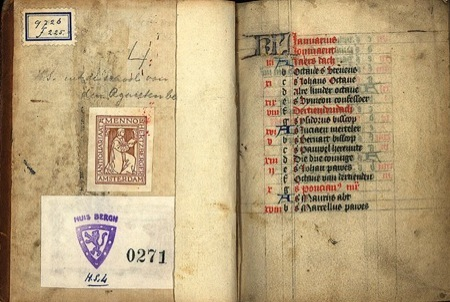
Het begin van de kalender in het Getijdenboek van Geert Grote, exemplaar Huis Bergh, Hs. 4. Dit getijdenboek is het meest gelezen laatmiddeleeuwse boek in de volkstaal in de noordelijke Nederlanden

Geert Grote schreef in het Latijn als hij de clerus wilde bereiken en in het Middelnederduits/Middelnederlands voor anderen. Voor de clerus schreef hij onder meer een boek over het huwelijk, voor het gewone volk maakte hij Bijbelvertalingen van onder meer de psalmen. Verder zijn met name preken en gebeden overgeleverd. Ook zijn er enkele pastorale brieven bekend. Een aantal van de gebeden kreeg zo'n weerklank dat ze in vrijwel alle getijdenboeken in de volkstaal werden opgenomen. Door Grote werd het lezen van de bijbel in de volkstaal door leken ook gestimuleerd. Zes jaar na zijn overlijden werd in het klooster in Windesheim de Noord-Nederlandse vertaling van het Nieuwe Testament gemaakt. Er zijn ongeveer 160 handschriften van deze vertaling bewaard gebleven. Samen met de in totaal 46 gedrukte versies maakte dit deze vertaling tot de meest succesvolle in de late middeleeuwen in Nederland. 
In het traktaat Contra turrim Traiectensem protesteerde Grote tegen de bouw van de domtoren te Utrecht, die volgens hem enkel de ijdelheid streelde en in hoofdzaak bewondering van bezoekers zou trekken. Deze tekst werd pas in de jaren zestig van de twintigste eeuw herontdekt. Er zijn slechts enkele handschriften van dit traktaat bekend, zodat aannemelijk is dat hij tamelijk alleen stond met deze kritiek.
Thomas a Kempis, de invloedrijkste vertegenwoordiger van de beweging der Moderne Devotie, werd beïnvloed door de geschriften van Grote. Hij had net als Grote op de Latijnse school in Deventer gezeten. Zijn broer, Johannes a Kempis, had hier ook gestudeerd en zich als een van de eerste personen aangesloten bij de broederschap. Thomas heeft Grote niet persoonlijk gekend maar was een groot bewonderaar en beschreef zijn leven in het boek Vita Gerardi Magni (Het Leven van Geert Grote).

## Gedachtenis

### Kerk

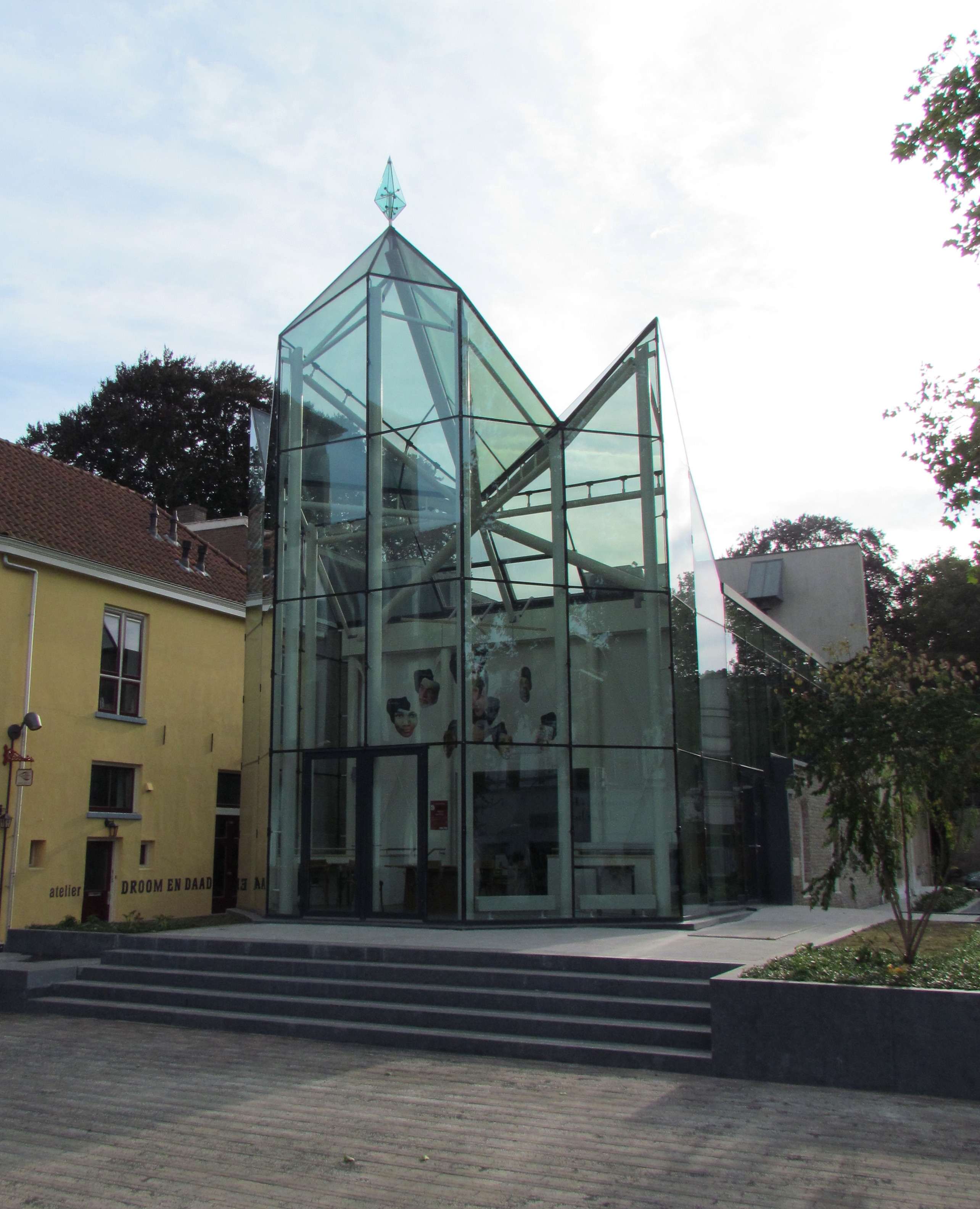
Geert Groote Huis (2013)

In de Broederenkerk te Deventer werd de schedel van Geert Grote bewaard. In 1980 werd deze echter ontvreemd. De schedel bleef jarenlang spoorloos, maar werd in 1994 weer teruggevonden in een doos in de kerk. Na een eucharistieviering in dat jaar werd hij overgedragen aan Museum De Waag.
Van 1921 tot 1969 bestond in Nederland het Geert Groote Genootschap. In 1981 richtte pater E. Gemmeke, O.Carm., het Centrum voor Moderne Devotie op, waaruit een nieuw Geert Groote Genootschap herrees. Paus Johannes Paulus II vroeg tijdens zijn bezoek aan Nederland in 1985 meer aandacht aan Geert Grote te schenken.
Vanuit de Deventer kerken werd door de jaren heen aandacht geschonken aan Geert Grote, de Zusters van het Gemene Leven en het broederhuis van Florens Radewijns. Sinds 2012 gebeurt dat vooral door middel van een bescheiden festival rond Hemelvaartsdag, het Grootefestival. In 2012 werd een comité in het leven geroepen dat zich beijvert voor de oprichting van een standbeeld van Geert Grote in Deventer.

### Geert Grote Huis
In Deventer lag aan het Lamme van Dieseplein de crypte van het vroegere Heer Florenshuis, een belangrijk huis van de Broeders van het Gemene Leven. In oktober 2008 presenteerde zich een stichting genaamd Geert Groote Huis die zich inzette voor de bouw van een herdenkingsplaats boven de crypte. Burgemeester Andries Heidema van Deventer onthulde bij die gelegenheid een bord op het plein en er werd een luidklok aangeboden die speciaal was gegoten voor het nieuwe informatiecentrum gewijd aan de Moderne Devotie. 
Drie organisaties in Deventer die de naam van Geert Grote dragen besloten in 2009 om een Geert Groote Dag in te stellen, om de diaken en boeteprediker jaarlijks te eren. De eerste Geert Groote Dag was op 3 september 2009. Op de Geert Groote Dag van 2011 (1 september) werd de eerste steen voor het Geert Groote Huis gelegd, een initiatief van Piet Tillema (1927-2023)  dat is gewijd aan het leven van Grote, zijn kritiek op de kerk en de betekenis van zijn inzichten nu. Ruim twee jaar later, op 3 oktober 2013, werd het centrum geopend. Het nam onder meer de schedel van Grote in beheer.

### Instituten
Het Titus Brandsma Instituut in Nijmegen heeft veel onderzoek gedaan naar de geschriften van Geert Grote en de Moderne Devotie. Belangrijk zijn de heruitgaven en de artikelen over de beweging de eeuwen door. 
Sinds 2006 opereerde in Deventer de Geert Grote Universiteit (GGU), een particuliere academische instelling beheerd door vader en zoon Buve. Deze instelling, die vooral veel boeken bezit, verhuisde in 2016 wegens huisvestingsperikelen naar Kampen.
Meerdere scholen dragen zijn naam. Een daarvan is het Geert Groote College Amsterdam.